# Glenea gabonica
Glenea gabonica es una especie de escarabajo del género Glenea, familia Cerambycidae. Fue descrita científicamente por Thomson en 1858.
Habita en Camerún, Gabón, República Democrática del Congo y Sierra Leona. Esta especie mide 12-13 mm.